# Franz von Chossy
Franz von Chossy (München, 1979) is een Duits jazzpianist.
Von Chossy groeide op in München en studeerde vervolgens piano aan het conservatorium van Amsterdam. Daar studeerde hij summa cum laude af in 2006. In dat jaar won hij zowel met zijn Franz von Chossy Trio als als solist de Dutch Jazz Competition.
De muziek van Von Chossy is jazz met klassieke invloeden. In zijn trio speelt hij samen met Clemens van der Feen (contrabas) en Paul Wiltgen (drums).

## Discografie
- Franz von Chossy Trio - Awakening (Jazz Impuls, 2007)
- Franz von Chossy Trio - Pendulum (Etcetera Records, 2010)
- Franz von Chossy Quintet - When The World Comes Home (Jazz Sick Records, 2012)